# توتنهام هوتسبير موسم 2003–04
كان موسم 2003–04 هو الموسم الثاني عشر لتوتنهام هوتسبير في الدوري الإنجليزي الممتاز والموسم السادس والعشرين على التوالي في الدرجة الأولى من نظام الدوري الإنجليزي لكرة القدم.